# 新上五島町立有川小学校
新上五島町立有川小学校（しんかみごとうちょうりつ ありかわしょうがっこう）は長崎県南松浦郡新上五島町有川郷にある公立小学校。
略称「有小」（ありしょう）。
五島列島の中通島に位置している。

## 概要
歴史
1873年（明治6年）創立。2013年（平成25年）に創立140周年を迎えた。
校区
住所表記で「長崎県南松浦郡新上五島町」のうち有川地区（中筋、船津、浜、上有川、高崎、西原、茂串、蛤、小河原、太田、赤尾、友住、頭島、江ノ浜）。
中学校区は新上五島町立有川中学校。

## 沿革
- 1873年（明治6年）8月 - 「第五大学区第五中学区[1]有川小学校[2]」が開校。下等4年・上等4年の課程を設置。
  - 各郷に分校を設置。
- 1874年（明治7年）2月 - 祖母君宮内に45坪の2階建て木造校舎を建立。
- 1875年（明治8年）12月 - 校舎を増築。
- 1878年（明治11年）11月 - 学区が改正され、有川学区に属することとなる（「有川学区公立有川小学校」）。
  - 太田小学校を統合し、太田分校とする。これにより太田小学校の分校であった阿瀬津・鯛之浦・神之浦の3校が移管される。7分校が11分校に増加。
  - 学区取締が廃止され学務委員が設置される。
- 1882年（明治15年）10月 - 学区が改正され、中通学区に属することとなる。
  - 初等科3年・中等科3年を設置し、「中通学区公立中等有川小学校」に改称。
  - 太田分校が分離し「中通学区公立初等太田小学校」として独立。
- 1886年（明治19年）
  - 6月 - 小学校令の施行により、「尋常有川小学校」に改称。修業年限を4年（=義務教育年限）とする。
    - 有川郷の中筋に（長崎県）第十九高等小学校が設置される。有川村他7村の児童を対象とする。

  - 9月 - 七目・友住・赤尾・鯛之浦の分校が分離し、それぞれ簡易小学校として独立。
- 1889年（明治22年）4月 - 町村制の施行により、有川村立の小学校となる。
- 1893年（明治26年）5月 - 「有川尋常小学校」（尋常科4年）に改称（「尋常」の位置が変わる）。
  - 第十九高等小学校が廃止され、有川村立の「有川高等小学校」が設置される。
- 1895年（明治28年）5月25日 - 有川高等小学校を統合し「有川尋常高等小学校」（尋常科4年・高等科2年）に改称。
- 1904年（明治37年）4月13日 - 有川水産補習学校[3]が併設される。
- 1908年（明治41年）4月 - 高等科を廃止し、「有川尋常小学校」（尋常科6年）に改称。
  - 小学校令の改正で義務教育年限が4年から6年に延長されたため、旧・高等科1年を尋常科5年、旧・高等科2年を尋常科6年とする 。
- 1909年（明治42年）4月 - 高等科を併設し、「有川尋常高等小学校」（尋常科6年・高等科2年）に改称。
- 1912年（明治45年）4月11日 - 併設の有川水産補習学校が有川実業補習学校に改称。
- 1934年（昭和9年）10月17日 - 有川町の発足により、有川町立の小学校となる。
- 1935年（昭和10年）6月 - 併設の有川実業補習学校が（有川町立）有川青年学校に改称。
- 1941年（昭和16年）4月1日 - 国民学校令の施行により、「有川町有川国民学校」に改称。尋常科を初等科に改める（初等科6年・高等科2年）
  - 有川青年団・有川少年団を結成。
- 1943年（昭和18年）9月8日 - 有川海洋少年団を結成。
- 1944年（昭和19年）6月 - 南松浦郡で唯一軍人援護教育指定校となる。
- 1947年（昭和22年）
  - 4月1日 - 学制改革（六・三制の実施）が行われる。
    - 国民学校の初等科が改組され「有川町立有川小学校」（修業年限6年）となる。
    - 国民学校の高等科は青年学校の普通科と統合され、新制中学校「有川町立有川中学校」（修業年限3年）となり、当面の間小学校に併設される。

  - 5月16日 - 長崎軍政府教育官ウィンフィールド・ニブロが視察のため来校。
- 1948年（昭和23年）7月25日 - 学校給食を開始。
- 1949年（昭和24年）9月7日 - 父母と教師の会が発足。
- 1950年（昭和25年）4月30日 - 長崎県立佐世保南高等学校定時制有川分校が設置される。
- 1954年（昭和29年）9月20日 - 創立80周年を記念して図書館が完成。
- 1955年（昭和30年）4月20日 - 有川町立有川幼稚園が併設される。教室を幼稚園に貸与。
- 1958年（昭和33年）11月1日 - 隣接地に幼稚園の園舎が完成し、併設を解消。
- 1962年（昭和37年）9月18日 - 校旗を制定。
- 1970年（昭和45年）10月31日 - 新校舎が完成。
- 1971年（昭和46年）1月 - 体育館が完成。
- 1974年（昭和49年）10月23日 - 創立100周年記念式典。
- 1989年（平成元年）9月 - 運動場を整備。
- 1993年（平成5年）1月 - 有川町・町制施行60周年を記念して土俵が設置される。
- 2004年（平成16年）8月1日 - 新上五島町の発足により、「新上五島町立有川小学校」（現校名）に改称。
- 2011年（平成23年）4月1日 - 新上五島町立太田小学校を統合。
- 2013年（平成25年）4月1日 - 新上五島町立崎浦小学校を統合。

## 周辺
- 新上五島町立有川幼稚園
- 新上五島町立有川中学校
- 新上五島町役場 有川支所
- 五島振興局 上五島支局
- 新上五島警察署
- 新上五島簡易裁判所
- 長崎県上五島病院附属診療所有川医療センター
- ごとう農業協同組合（JAごとう）有川支店（有川農協）

## アクセス
最寄りのバス停
- 西肥自動車（西肥バス）五島営業所「上有川」、「有川農協前」バス停

最寄りの港
- 有川港 - 佐世保港との間にフェリー・高速船が運行されている。

最寄りの空港
- 上五島空港 - 休港

最寄りの国道・県道
- 国道384号
- 長崎県道62号上五島空港線・長崎県道187号太田有川港線 「上有川」交差点

## 参考資料
- 「有川町郷土誌」（1994年（平成6年）2月20日発行, 有川町郷土誌編集・編纂委員会）p.642-